# Bursitis trocanteriana
La bursitis trocanteriana (o síndrome del dolor del trocànter major), és la inflamació de la bossa serosa del trocànter major, una part del maluc.
Aquest bossa serosa és al costat superior, exterior del fèmur, entre la inserció dels músculs gluti mitjà i gluti menor en el trocànter del fèmur i l'eix femoral. Té la funció, en comú amb com qualsevol altra bossa serosa, de treballar com un amortidor i com lubricant per al moviment dels músculs adjacents a aquesta.
A vegades, aquesta bossa serosa es pot inflamar i ser clínicament dolorosa. Aquesta situació pot ser una manifestació d'una lesió (sovint com a resultat d'un moviment de torsió o per ús excessiu), però de vegades sorgeix sense causa òbviament definible. Els símptomes són dolor a la regió del maluc en caminar, i sensibilitat en la part superior del fèmur, que pot donar una impossibilitat d'estar en comoditat sobre el costat afectat.
Més sovint el dolor al maluc lateral és causat per la malaltia dels tendons dels glutis que inflamen secundàriament la bossa serosa. Això és més comú en les dones de mitjana edat i s'associa amb un dolor crònic i debilitant que no respon al tractament conservador. Altres causes de la bursitis trocanteriana inclouen la longitud desigual de les extremitats inferiors, la síndrome del lligament iliotibial, i la debilitat dels músculs abductors del maluc.
La bursitis trocanteriana pot restar diagnosticada erròniament durant anys, ja que comparteix el mateix patró de dolor amb moltes altres trastorns musculoesquelètics. Així, les persones amb aquest trastorn poden ser etiquetades de simuladors, o es poden sotmetre a diversos tractaments ineficaços a causa d'un mal diagnòstic. També pot coincidir amb la lumbàlgia, l'artritis i l'obesitat.